# Jezioro Postne
Jezioro Postne (niem. Pötzen See) – jezioro w Polsce, położone w województwie zachodniopomorskim, na Równinie Gorzowskiej, 3 km na południe od wsi Dolsk.
Z jego północnej części wypływa strumień zasilający rzekę Myślę. Długość linii brzegowej 4255 m.